# Putins Demokratur
Putins Demokratur: Wie der Kreml den Westen das Fürchten lehrt ist ein Sachbuch des deutschen Journalisten Boris Reitschuster, das zuerst 2006 im Econ-Verlag erschien. Eine dritte, erweiterte und geringfügig überarbeitete Ausgabe wurde 2014 angesichts der Annexion der Krim veröffentlicht. Der Untertitel der zweiten Ausgabe lautet Ein Machtmensch und sein System.

## Inhalt
In seinem „politischen Reiseführer“ stellt Reitschuster dar, dass Marktwirtschaft und Demokratie in Russland zu Raubritterkapitalismus und „Dermokratie“ (Kofferwort aus russ. ‚dermo‘/‚Scheiße‘ und Demokratie) abgestiegen und degeneriert seien, dies sei die Folge der chaotischen Verhältnisse der Jelzin-Ära und der misslungenen Revolution von 1999. Das Kofferwort Demokratur wird als Diktatur mit scheindemokratischer Fassade verstanden, als gelenkte Demokratie. Merkmale des politischen Systems Russlands sind die Kontrolle der kritischen Medien, der politischen Opposition und der NGOs. Dazu liefert Reitschuster Fallstudien.

## Rezeption
Elke Windisch lobt 2007 die Detailkenntnis und das profunde Hintergrundwissen Reitschusters und seinen Bezug auf aktuelle Ereignisse. Seine „Schnellschüsse“ hätten jedoch ihre Tücken: Die teils brillanten aneinandergereihten journalistischen Texte ergeben für die Rezensentin noch kein Buch, sie beklagt das Fehlen von „Dramaturgie“, eines roten Fadens, klarer Strukturen und eines Lektorats. Beispielsweise sei Reitschuster mit den Themen Nordkaukasus oder Russlands Flirt mit China „erstaunlich schnell fertig“, da er offenbar ein „360-Grad-Foto Russlands“ abliefern wollte.
Titel und Leitbegriff der Neuauflage sind 2014 für Inga Pylypchuk (Die Welt) Putins Gebrauch des Ausdrucks Demokratur zu besonderer Bedeutung gekommen, darauf könne der Autor als „einer der schärfste Putinkritiker Deutschlands“ stolz sein. Die Zweifler der Kritik an Putin nach der ersten Auflage seien nun, nach der völkerrechtswidrigen russischen Annexion der Krim, wohl verstummt. Kaum jemand habe noch Zweifel daran, dass Wladimir Putin eine Gefahr für Europa sei. Vorzeichen des neuen Systems diagnostiziert Pylypchuk schon in der Orangefarbenen Revolution 2004, am „Gaskrieg“ mit der Ukraine 2006 und im Kaukasuskrieg 2008. In der Frage der „energischen Verteidigung“ von Freiheit, Rechtsstaatlichkeit und Demokratie könne sich kaum jemand mit Reitschuster messen, der auch durch seine Blogger- und Facebook-Aktivität „mit beinahe fanatischer Überzeugungskraft“ Kremllügen aufs Korn nehme, auch wenn er dafür als „Russland-Hasser“ abgestempelt und mit Mord bedroht werde.
Hilmar Girnus (Portal für Politikwissenschaft) stellt fest, in der erweiterten Neuauflage blieben die ersten zwei Drittel des Buches auf dem Stand von 2006, weshalb neue Ämterinhaber und die Zuspitzungen von Entwicklungen fehlten. Kommersant sei nach der Übernahme durch einen regierungsnahen Oligarchen 2006 kaum mehr oppositionell. Dennoch zeichne sich das Buch durch Brisanz und bleibende Aktualität aus.

## Zitat
Mit den alten KGB-Offizieren um Putin hat auch die Denkweise des sowjetischen Geheimdienstes im Kreml Einzug gehalten: Ex-KGB-ler fühlen sich tendenziell von Feinden umzingelt, wittern regelmäßig Intrigen und Verschwörungen – und halten zur „Gegenwehr“ alle Mittel für erlaubt. Die Niederlage im Kalten Krieg halten viele für eine Schmach – und sehnen sich nach Revanche. So entsteht in Moskau ein gefährlicher „Bolschewismus light“: eine Sowjetunion im Schafspelz, eine Demokratur, die trotz der Glitzerfassade in vielem noch unberechenbarer ist als ihr historisches Vorbild – und damit auch in vielem gefährlicher.